# Петер Превц
Петер Превц (на словенски: Peter Prevc) (роден на 20 септември 1992 г. в Кран) е словенски ски скачач.
Сребърен индивидуално и бронзов отборно медалист на юноши световни първенства на 2010. Индивидуален сребърен и бронзов медалист от световното първенство от 2013 г. и отборно бронзов медалист от 2011 година. Световен рекордьор по дължина на ски полет с 250 m постигнати във Викерсунд на 14 февруари 2015 г.

## Спортна биография
Дебютът на Превц в състезания за световната купа е на 5 декември 2009 в Лилехамер.
През сезон 2011/2012 за първи път се класира в топ десет на Световната купа. В генералното класиране е на 15 ти място.

## Зимни олимпийски игри
- Ванкувър 2010
  - Индивидуално – 7-о място
  - Отборно – 8-о място

## Световни първенства по ски скокове
- Осло 2011
  - Индивидуално – 17 място, 25 място
  - Отборно – 6-о място, 3-то място
- Вал ди Фиеме 2013
  - Индивидуално – 2-ро място, 3-то място
  - Отборно – 6-о място, 8-ото място

## Световното първенство за юноши по северни дисциплини
- Щирбские Плесо 2009
  - 5-о място, 6-о място
- Хинтерцартен 2010
  - 2-ро място, 3-то място

## Световна купа по ски скокове
- Сезон 2009/2010 – 35 място
- Сезон 2010/2011 – 24 място
- Сезон 2011/2012 – 15 място
- Сезон 2012/2013 – 7-о място

### Места на подиума в Световната купа по ски скокове
| Сезон     | 1-во място | 2-ро място | 3-то място | общо |
| --------- | ---------- | ---------- | ---------- | ---- |
| 2012/2013 | –          | 1          | 1          | 2    |
| 2013/2014 | 2          | 4          | 1          | 7    |
| Общо      | 2          | 5          | 2          | 9    |

## Турнир на четирите шанци
- 58 турнир на четирите шанци: 41 място
- 59 турнир на четирите шанци: 13 място
- 60 турнир на четирите шанци: 20 място
- 61 турнир на четирите шанци: 8-ото място
- 62 турнир на четирите шанци: 4-то място